# Theretra obliterata
Theretra obliterata är en fjärilsart som beskrevs av Rothschild 1894. Theretra obliterata ingår i släktet Theretra och familjen svärmare. Inga underarter finns listade i Catalogue of Life.